# Akira Iihoshi
Akira Iihoshi (japanisch 飯星 明良 Iihoshi Akira; * 8. November 2002 in der Präfektur Kumamoto) ist ein japanischer Fußballspieler.

## Karriere
Akira Iihoshi erlernte das Fußballspielen in der Jugend von Roasso Kumamoto sowie in der Universitätsmannschaft der Kyushu Sangyo University. Seinen ersten Vertrag unterschrieb er am 1. Februar 2025 bei seinem Jugendverein Roasso Kumamoto. Der Verein aus Kumamoto spielt in der zweiten japanischen Liga, der J2 League. Sein Zweitligadebüt gab Iihoshi am 16. März 2025 (5. Spieltag) im Heimspiel gegen Montedio Yamagata. Bei der 1:3-Heimniederlage wurde er in der 90. Minute für Yūhi Takemoto eingewechselt.